# Huiszittenweduwenhof
Het Huiszittenweduwenhof, beter bekend als het Karthuizerhofje, is de naam van een hofje aan de Karthuizersstraat in de Amsterdamse wijk de Jordaan, dat in 1650 werd gebouwd. Het ontwerp voor het hofje met 104 kleine beneden- en bovenwoningen komt van stadsbouwmeester Daniël Stalpaert in opdracht van de zogeheten Huiszittenmeesters. Hij ontwierp vier vleugels die om een ruim binnenplein werden geplaatst. Het hofje is een rijksmonument.

## Kartuizerklooster

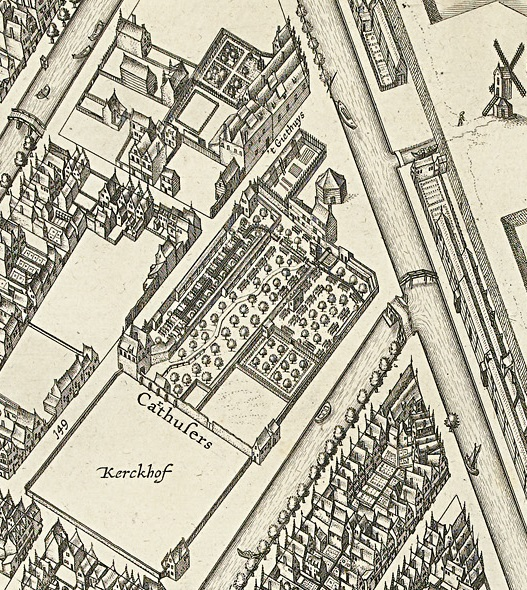
Karthuiserklooster in 1625 op de plattegrond van Amsterdam van Balthasar Florisz. van Berckenrode.

Op de plek van het huidige Huiszittenweduwenhof werd in 1394 door de orde der Kartuizers, op enige afstand van de toenmalige veste Amsterdam waar nog amper bebouwing was, het klooster 'St.Andries-ter-Zaliger-Haven' gesticht. Het klooster werd in 1566 door de geuzen verwoest tijdens de roerige periode die voorafging aan de Alteratie. Wat hierna nog van waarde overbleef, werd overgedragen aan de regenten van de Huiszittenarmen, het weeshuis en de gasthuizen. Sinds de stadsuitleg van 1612 ligt het terrein binnen de stad; tussen de Lindengracht, de Tweede Lindendwarsstraat en aan de naar het klooster vernoemde Karthuizersstraat en Karthuizersdwarsstraat.

Joost van den Vondel voert in zijn toneelstuk Gijsbrecht van Aemstel, het personage 'Willebord', de prior van dit klooster, ten tonele.

## Huiszittenmeesters
De zorg voor de Amsterdamse ‘huiszittende armen’ (mensen die thuis wonen en dus niet bijvoorbeeld dakloos zijn) berustte destijds bij regenten of vooraanstaande kooplieden, de huiszittenmeesters. In Amsterdam waren er de Nieuwezijds Huiszittenmeesters en de Oudezijds Huiszittenmeesters. Zij ondersteunden de armen met turf, levensmiddelen en soms huisvesting.

## Nieuwbouw
De regenten van de stad Amsterdam besloten in 1649 voor 5.087 gulden het stuk grond te kopen waar het klooster had gestaan om er een `Huiszittenweduwenhof’ te bouwen. Tot dan toe lagen de huisjes voor weduwen en ouwe vrijsters verspreid over de stad. Die werden verkocht en uit de opbrengst werd het nieuwe hof grotendeels gefinancierd. In 1649 vroegen de toenmalige Huiszittenmeesters aan de stadsbouwmeester om een ontwerp te maken. In 1650 konden de eerste armen al naar het hofje verhuizen. 76 woningen werden verdeeld door de Nieuwezijds en 28 door de Oudezijds Huiszittenmeesters. Vanaf het begin kwamen hier niet alleen ‘huyszittende weduwen’ te wonen. Ook ‘huyszittende oude vrijsters’ vonden er onderdak. Men genoot behalve vrij wonen het 'Winterse onderhoud' en jaarlijks 25 manden turf. De bewoners werden natuurlijk geacht zich keurig te gedragen.

## Indeling

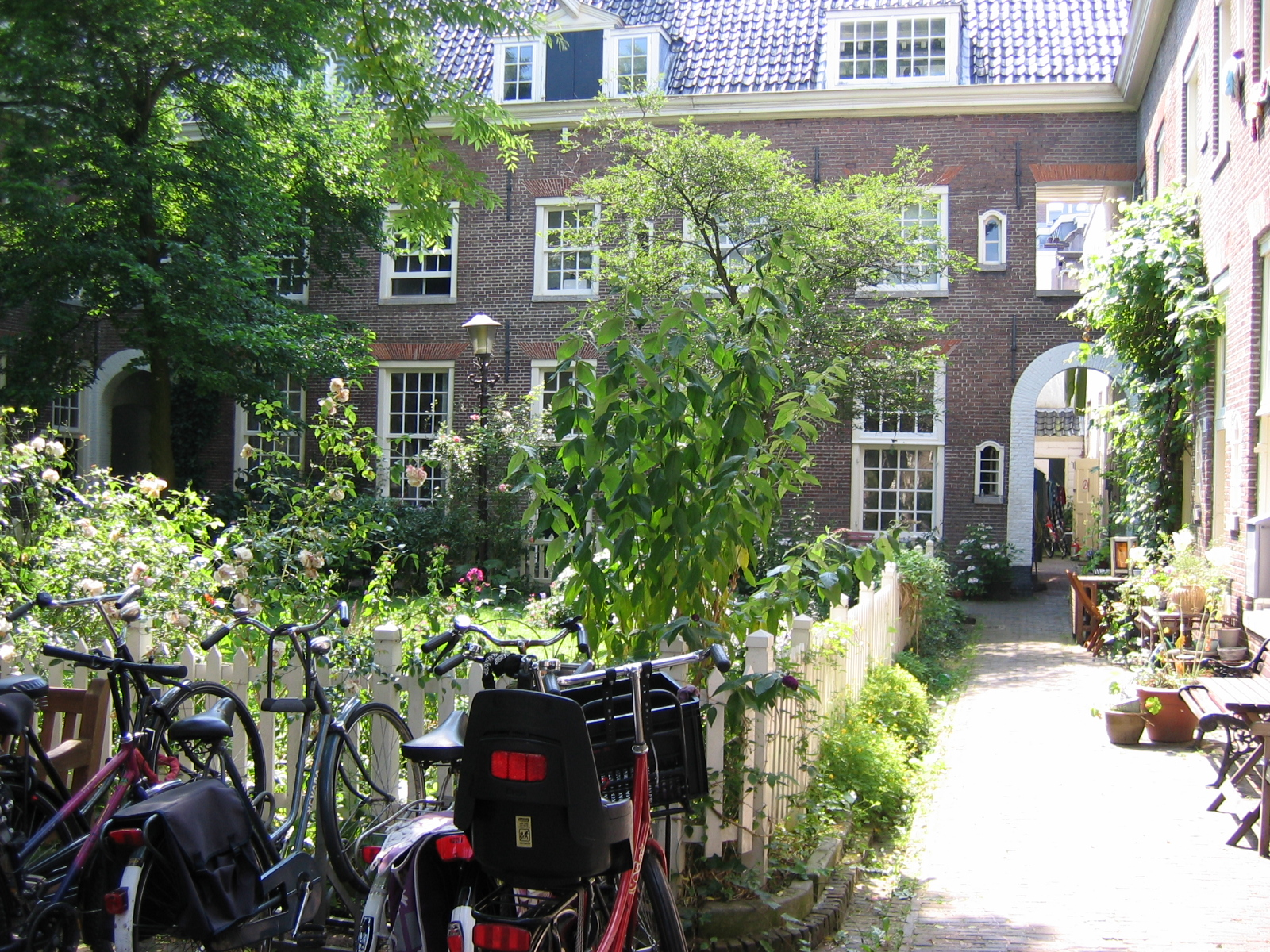
Anno 2011 sociale-huurwoningen verhuurd door woningcorporatie Ymere.

De huizen aan de straatzijde van het hofje zijn te herkennen aan de witte droogstokken die zich in strak gelid aan de bovenvensters van de voorgevel bevinden. Daaraan heeft de Karthuizersstraat te danken dat het in de volksmond het 'Droogstokkenstraatje' wordt genoemd. De karakteristieke houten witte wasrekken zaten niet in het oorspronkelijke ontwerp van Stalpaert.
Boven de ingang van het hofje staan de namen van de eerste regenten op de gevel. Bij binnenkomst maakt het hofje een ruime indruk. Aanvankelijk was er een bleekveld op de binnenplaats. Dat is nu een siertuin. De andere tuin was oorspronkelijk een moestuin. Op de binnenplaats bevinden zich nog altijd de twee zeventiende-eeuwse waterpompen met bronzen spuiers in de vorm van een vissenkop en een mascaron. Binnen het hofje is boven de toegangspoort het Amsterdamse koggeschip te zien. Dat was ten tijde van de bouw het grootste handelsvoertuig. Het koggeschip was vroeger het stadswapen van Amsterdam. Het huidige wapen van Amsterdam is aan de andere kant te zien.

## Eigendom en gebruik
Tot 1870 deed het hofje dienst onder beheer van door het stadsbestuur aangestelde regenten. In 1870 ging het beheer naar het Burgerlijke Armenbestuur. Dat werd in 1927 opgeheven. Toen werd het weduwenhof onder leiding van de directeur der Gemeentelijke Verzorgingstehuizen gesteld. Het 'Karthuizerhof' werd in 1973 verlaten door de bejaarde bewoners. In hetzelfde jaar werd het officieus, dus met toestemming van de gemeente, gekraakt. Later werd een regeling getroffen, waardoor enkele instellingen de kleine woningen als jongerenhuisvesting konden verhuren. Na de renovatie in 1986 bleven er van de oorspronkelijke 104 woningen 65 over. Beheerder namens de gemeente was het Gemeentelijk Woningbedrijf Amsterdam. Dit gemeentelijke dienstonderdeel werd in 1994 geprivatiseerd in de Stichting Het Woningbedrijf Amsterdam. In het eerste decennium van de 21e eeuw fuseerde deze stichting met woningcorporaties in Amsterdam, Almere, Haarlem en Haarlemmermeer tot de huidige Stichting Ymere. De woningen in het hofje zijn daardoor tegenwoordig eigendom van deze woningcorporatie, die de woonruimtes nu verhuurt volgens de normale (toewijzings-)criteria voor sociale-huurwoningen in Amsterdam.